# RU Lupi
RU Lupi là một ngôi sao trong chòm sao Sài Lang, nằm trong Vùng hình thành sao Lupus trẻ. Dựa trên các phép đo thị sai, khoảng cách đến ngôi sao này là khoảng 400 năm ánh sáng (120 pc), mặc dù biên sai số lớn ở mức 43%. Độ lớn thị giác rõ ràng là 10,5, vì vậy nó sẽ cần một kính thiên văn có khẩu độ 6 cm (2,4 in), nhưng tốt nhất là lớn hơn.
Đây là một ngôi sao T Tauri, là một giai đoạn mà một ngôi sao khối lượng thấp mới hình thành đi qua trước khi lắng xuống chuỗi chính, nơi nó sẽ tạo ra tất cả năng lượng của nó thông qua phản ứng tổng hợp hydro ở lõi. Tuổi của ngôi sao này là khoảng 2-3 triệu năm. Nó đang cho thấy sự dao động ngẫu nhiên về độ sáng, bao gồm các biến đổi trong phát xạ tia cực tím và tia X.
Quang phổ của ngôi sao đang hiển thị các vạch phát xạ hydro phủ trên quang phổ bình thường của ngôi sao. Điều này có thể được gây ra bởi tác động của khí không thấm vào lớp vỏ ngoài của ngôi sao, kết hợp với một luồng gió mạnh thổi gần ngôi sao. Khối lượng đang tích tụ lên ngôi sao với tốc độ khoảng (5 ± 2) × 10−8 lần khối lượng Mặt trời mỗi năm.
RU Lupi có khối lượng ước tính là 0,6-0,7 lần khối lượng của Mặt trời và 1,6 lần bán kính của Mặt trời. Nó đang tỏa sáng gấp đôi độ sáng của Mặt trời, ở nhiệt độ hiệu quả khoảng 3.950 K. RU Lupi được bao quanh bởi một đĩa bụi hoàn cảnh có khối lượng kết hợp lên tới 0,032 lần khối lượng Mặt trời. Các hạt trong đĩa khác nhau về kích thước, nhưng phạm vi lên đến một centimet trong mặt cắt ngang.
Ngôi sao thể hiện được các biến đổi vận tốc hướng tâm định kỳ được quy cho các điểm sao trên bề mặt của ngôi sao, dựa trên mối tương quan giữa tốc độ hướng tâm và độ dốc nghịch đảo (một đại lượng xác định hình dạng của các vạch quang phổ). Khoảng thời gian của các biến thể làm cho chúng không có khả năng gây ra bởi các xung sao vì chúng sẽ xảy ra trong khoảng thời gian ngắn hơn nhiều (giờ chứ không phải ngày) và mối tương quan với độ dốc ngược của bisector khiến nó không có khả năng là quỹ đạo quay quanh chịu trách nhiệm như chuyển động phản xạ sẽ không gây ra các biến thể hồ sơ dòng.